# Polikarpov I-15
El Polikarpov I-15 (en ruso: Полика́рпов И-15, conocido como Чайка, "Gaviota") fue un caza biplano soviético de Polikárpov, que fue volado por primera vez en octubre de 1933 por el piloto de pruebas Valeri Chkálov.

## Diseño y desarrollo
En 1930, el diseñador aeronáutico soviético Nikolái Polikárpov, junto a Dmitri Pávlovich Grigoróvich, inició el desarrollo de un caza de gran producción para la Unión Soviética, el I-5.
Desarrollado a partir del I-5, el prototipo biplano TsKB-3 fue diseñado por Polikárpov en la TsKB (oficina Central de Diseño). El TsKB-3 se distinguía por su plano superior en gaviota, con su sección central unida al fuselaje por montantes interplanos en I, y por sus aterrizadores principales de patas independientes cantilever, en cuyas ruedas se podían montar carenados aerodinámicos.
A fin de satisfacer la urgente necesidad de un nuevo caza monoplaza para las Fuerzas Aéreas de la URSS, el desarrollo de este tipo fue muy rápido y Valeri Chkálov efectuó el primer vuelo en octubre de 1933. El TsKB-3 fue entonces probado con un motor radial importado Wright SGR-1820-F3 Cyclone de 710 hp instalado bajo un capó anular Townend. Las evaluaciones fueron intensas y satisfactorias, y la producción del modelo comenzó a principios de 1934. Ante la ausencia de una planta motriz más potente, los 404 aviones de serie I-15 Chaika (gaviota) construidos antes de 1936 montaron el motor radial M-22 de 480 hp, que limitaba la velocidad máxima a unos 320 km/h. Los 59 siguientes llevaron motores Cyclone SGR-1820-F3 con hélices bipala Hamilton de dos posiciones (importado todo ello); el prototipo de este lote fue evaluado en noviembre de 1935 bajo la denominación TsKB-3bis. El 21 de noviembre, este prototipo fue desprovisto de todo el equipo prescindible y alcanzó un nuevo récord soviético de altitud, ascendiendo a 14 575 m, pilotado por Vladímir Kokkinaki. Todos estos primeros aviones estaban armados con dos ametralladoras sincronizadas PV-1, pero los 270 últimos I-15, propulsados por el motor soviético M-25, accionando una hélice AV-1 (desarrollado uno del Wright y la otra de la Hamilton estadounidenses), montaban una batería de cuatro ametralladoras. Los últimos I-15 fueron entregados a sus unidades en 1937, y parece probable que cierta cantidad de los aparatos propulsados por el M-22 fuese más tarde remotorizada con el nuevo M-25. El I-15 fue un avión de excelentes cualidades maniobreras y una eficaz plataforma de tiro. Este modelo se estrenó operacionalmente contra los japoneses en Chenkufen, sobre la frontera con Manchuria, durante 1938.

### Versiones: El I-152
Algunas fuentes indican que 12 conversiones del I-15 dotadas con el plano superior recto llegaron a ser evaluadas, pero, de cualquier forma, el prototipo del muy modificado TsKB-3ter voló a principios de 1937. Este aparato llevaba el motor radial más potente M-25V encerrado en un capó de cuerda larga y tren de aterrizaje rediseñado, con las ruedas carenadas. La diferencia principal, sin embargo, era el plano superior, con su sección central arriostrada al fuselaje mediante dos montantes de cabaña en N. El borde de fuga del plano superior presentaba un rebaje sobre la cabina abierta del piloto. Al igual que el I-15, los alerones se hallaban sólo en el ala superior. Denominado I-15bis o alternativamente I-152, este caza rediseñado estuvo armado en principio con cuatro ametralladoras sincronizadas PV-1 de 7,62 mm, pero en aparatos posteriores se instalaron cuatro armas ShKAS, del mismo calibre, pero de mayor cadencia de disparo; algunos aparatos llegaron a volar con dos ametralladoras BS de 12,7 mm.
La producción del I-15bis concluyó a principios de 1939 tras montarse el ejemplar núm. 2408. Este modelo también fue utilizado operacionalmente contra los japoneses sobre la disputada frontera de Manchuria en 1938-39 y jugó un importante papel en la llamada Guerra de Invierno de 1939-40 contra Finlandia. Unos 93 I-15bis fueron enviados a la República española a través de Francia en los últimos meses de 1938. De estos aparatos, aproximadamente solo 30 llegaron a su destino, tuvieron una actuación poco decisoria en los combates y los supervivientes regresaron en vuelo a Francia para impedir su captura. Este tipo fue conocido en España como Super Chato.
En junio de 1941, unos 1000 cazas I-15bis se hallaban aún en estado operativo en las Fuerzas Aéreas de la URSS. La mayoría de ellos, sin embargo, fueron utilizados en misiones de apoyo cercano y ataque al suelo hasta la disponibilidad masiva del implacable Ilyushin Il-2 Shturmovik. Completamente obsoleto, el I-15bis sufrió fuertes pérdidas durante los primeros meses de la invasión alemana, y a finales de 1942 ya prácticamente había desaparecido de las unidades de primera línea.

## Historia operacional

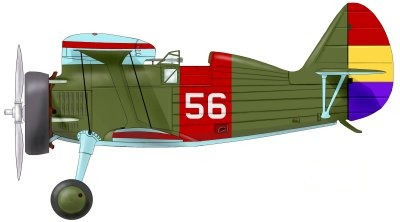
Polikarpov I-15 de las Fuerzas Aéreas de la República Española.

Durante la guerra civil española, los soviéticos suministraron cazas Polikarpov I-15 al gobierno de la República. Se calcula que fueron 190 aparatos, a los que popularmente se denominó Chatos. Fueron cuarenta y seis en 1936, ciento cuarenta y cuatro en 1937 y treinta y dos en 1939 (las distintas fuentes presentan cifras extremadamente diferentes). Las factorías aeronáuticas gubernamentales montaron bajo licencia unos 250 en Reus, Aeropuerto de Sabadell (Sabadell), Molins de Rey y Villafranca, de los que muchos cayeron en manos de los sublevados al acabar el conflicto en marzo de 1939 en estado incompleto, algunos sin motor, otros sin ametralladoras y otros sin ambos equipos. Denominado Chato por los republicanos y Curtiss por los nacionales (confundiéndolo probablemente con el Curtiss F11C Goshawk) equipó a cuatro escuadrillas de primera línea y fue pilotado por soviéticos, españoles y personal de otras nacionalidades, como estadounidenses e italianos. Participaron en varios frentes desde el inicio de la guerra, y dos escuadrillas actuaron en la Batalla de Madrid en octubre de 1936, defendiendo la capital. Cuatro escuadrillas participaron con gran éxito en la batalla del Jarama que, junto a la batalla de Teruel fue donde más intervinieron. Su enemigo más habitual eran los cazas italianos Fiat C.R.32, y los alemanes Heinkel He 51, frente a los que se mostraron superiores.
El I-15 combatió con gran eficacia en España, superando en maniobrabilidad a los más ágiles cazas enemigos y siendo posteriormente reartillado con dos ametralladoras ShKAS, de mejores cualidades que las PV-1.
Después de la contienda, el Ejército del Aire llegó a utilizar unos 180 aparatos, de los cuales unos 70 procedían de capturas durante el conflicto, 44 se recuperaron de diversos aeródromos o fueron devueltos por Francia, y 66 se terminaron de construir entre 1939 y 1941 a partir de los que estaban en distintas fases de fabricación en los talleres de la República. Algunos ejemplares alargaron su vida operativa hasta 1955.

## Variantes
TsKB-3bis
Prototipo.
TsKB-3ter
Prototipo equipado con el más potente motor radial M-25V.
I-15
Primera serie de producción.
I-15bis
Caza biplano monoplaza, armado con cuatro ametralladoras PV-1 o ShKAS de 7,62 mm, además de hasta 150 kg de bombas. El I-15bis estaba propulsado por el más potente motor radial Shvetsov M-25V de 760 hp. Poseía una ala superior recta. Se construyeron un total de 2408 máquinas.
I-152
Versión modernizada del I-15bis. Uno construido en 1938. No hubo producción en serie, ya que se decidió construir el I-153 en su lugar.
I-152GK (Germetichyeskoi Kabine – cabina hermética (presurizada))
Un avión equipado con cabina presurizada.
I-152TK (Turbo Kompressor (turbocompresor))
Un avión equipado con dos turbocompresores.
I-15ter (I-153)
Desarrollo del I-15 con tren de aterrizaje retráctil.
UTI-1 (Oochebno Trenirovochnyy Istrebitel (entrenador de caza))
Versión de fábrica como entrenador biplaza, la cabina delantera se adelantó, se instalaron controles duales; 20 construidos en 1934, pero no usados por la VVS.

## Especificaciones (I-15bis "Súper Chato")

### Características generales
- Tripulación: Uno (piloto)
- Longitud: 6,3 m (20,6 ft)
- Envergadura: 9,2 m (30 ft)
- Altura: 2,2 m (7,2 ft)
- Superficie alar: 22,5 m² (242,5 ft²)
- Peso vacío: 1320 kg (2909,3 lb)
- Peso cargado: 1415 kg (3118,7 lb)
- Peso máximo al despegue: 1900 kg (4187,6 lb)
- Planta motriz: 1× motor radial de 9 cilindros refrigerado por aire M-25V.
  - Potencia: 577 kW (796 HP; 785 CV)

### Rendimiento
- Velocidad máxima operativa (Vno): 370 km/h (230 MPH; 200 kt)
- Alcance: 530 km (286 nmi; 329 mi)
- Techo de vuelo: 9500 m (31 168 ft)
- Régimen de ascenso: 7,6 m/s (1496 ft/min)

### Armamento
- Ametralladoras: 

  - 4x PV-1 de 7,62 mm ó
  - 2x BS de 12,7 mm
- Cohetes: 

  - 6x cohetes RS-82

## Aeronaves relacionadas

### Desarrollos relacionados
- Polikarpov I-5
- Polikarpov I-153

### Aeronaves similares
- Heinkel He 51
- Avia B-534
- Grumman F2F
- Fiat CR.32
- PZL P.7
- Gloster Gladiator
- Hawker Fury
- Ikarus IK-2

### Secuencias de designación
- Secuencia I-_ (Cazas (Istrebitel) de Polikarpov): ← DI-2 - I-6 - I-5 - I-15 - I-16 - I-15bis/I-152 - I-153 - I-17 - VIT-1 →
- Secuencia I-_ (Cazas (Istrebitel) soviéticos, 1923-1940): ← I-12 - I-13 - I-14 - I-15/I-15bis/ter - I-16 - I-17 - I-18 →
- Secuencia UTI-_ (Entrenadores de caza soviéticos, 1923-1940): UTI-1 - UTI-2 - UTI-4 - UTI-5 →
- Secuencia Numérica (Aeronaves del Ejército del Aire español, 1939-1945): 1 - 1W - 2 - 2W - 3 - 4W - 5 - 5W - 6 - 7 - 8 - 9 - 11 - 12 →
- Secuencia A._ (Aeronaves de Asalto del Ejército del Aire español, 1945-1954): A.1 - A.2 - A.3 - A.4
- Secuencia C._ (Aeronaves de Caza del Ejército del Aire español, 1945-1954): ← C.6 - C.7 - C.8 - C.9 - C.10 - C.11 - C.12